# Râul Creanga Mare
Râul Creanga Mare este un curs de apă, afluent al râului Târnava Mică. 

## Hărți
- Harta județului Harghita